# Alpasinche
Alpasinche är en ort i Argentina.   Den ligger i provinsen La Rioja, i den norra delen av landet, 1 100 kilometer nordväst om huvudstaden Buenos Aires. Alpasinche ligger 937 meter över havet och antalet invånare är 3 918.
Terrängen runt Alpasinche är varierad, och sluttar norrut. Alpasinche är det största samhället i trakten.
Trakten runt Alpasinche är ofruktbar med lite eller ingen växtlighet. Runt Alpasinche är det mycket glesbefolkat, med 6 invånare per kvadratkilometer.